# Adam Górski (chorąży)
Adam Górski (ur. 23 grudnia 1888 w Płocku, zm. 30 czerwca 1941 w Rządkowie) – podoficer Wojska Polskiego w II Rzeczypospolitej, kawaler Orderu Virtuti Militari.

## Życiorys
Urodził się w rodzinie Kornela i Haliny z Zaborowskich. Absolwent Krajowej Szkoły Rolniczej w Czernichowie.
Był jednym z organizatorów strajku szkolnego w Łodzi.
W 1918 wstąpił do odrodzonego Wojska Polskiego i otrzymał przydział do 3 szwadronu 4 pułku ułanów. W lutym 1920, w stopniu plutonowego, zwolniony z wojska. W sierpniu 1920 ponownie zmobilizowany, został wyznaczony na stanowisko dowódcy plutonu w szwadronie płockim 201 pułku szwoleżerów i w składzie macierzystego oddziału walczył na froncie polsko-bolszewickim. 21 sierpnia na czele swojego plutonu wykonał szarżę, podczas której została zdobyta wieś Dunaj, obsadzona przez wielokrotnie silniejszego przeciwnika. Za czyn ten odznaczony został Krzyżem Srebrnym Orderu Virtuti Militari.
Po wojnie zdemobilizowany prowadził majątek ziemski Malenie. Zmarł w Rządkowie, a pochowany został na cmentarzu w Starej Rawie.
Był żonaty z Wandą z Kosińskich, miał córki: Barbarę (ur. 1912), Agnieszkę (ur. 1916) i Magdalenę (ur. 1921).

## Ordery i odznaczenia
- Krzyż Srebrny Orderu Virtuti Militari (nr 2694)[2]
- Krzyż Walecznych[2]